# 低腰褲

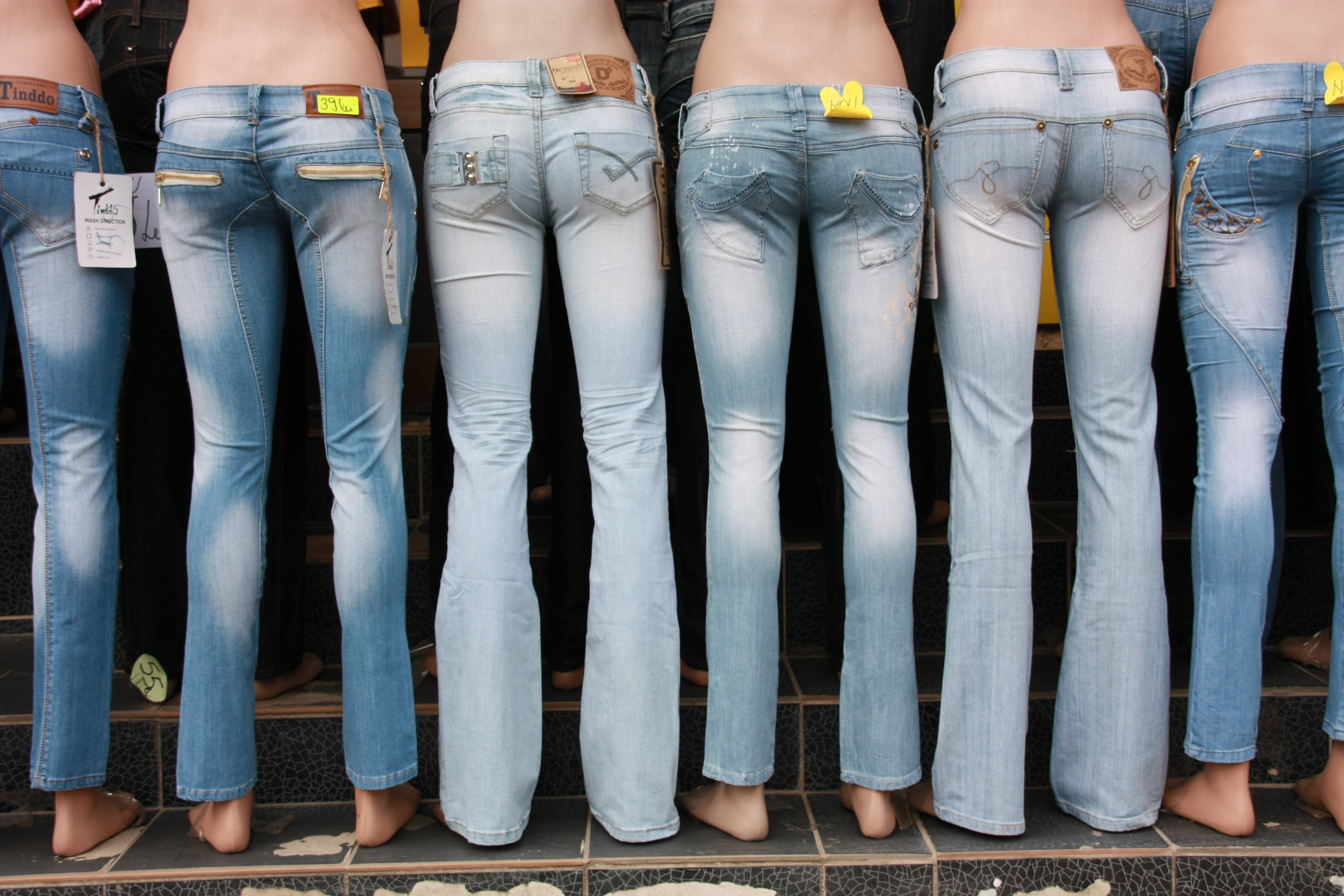
低腰褲人体模型.

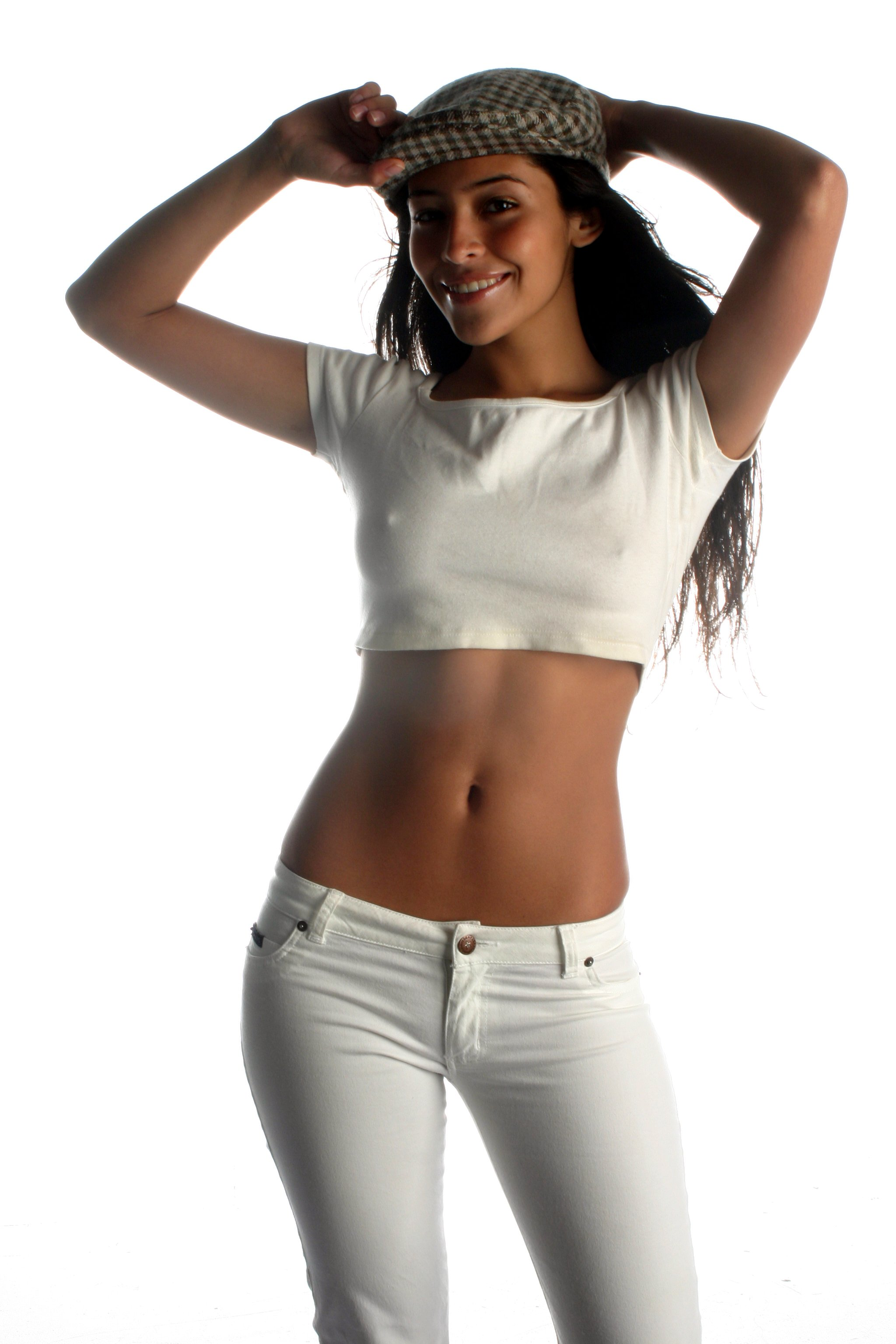
穿低腰褲的人

低腰褲（low-rise pants）是一種褲裝。相較於一般的褲裝，低腰褲的褲頭部份更低（即更接近胯下）。此種款式的褲裝多出現於1950年代以後，在2000年代蔚為流行。
普通褲子的褲頭至褲襠間的距離約是30公分，相較之下、低腰褲的平均距離是20公分，有些則只有7至10公分。因此低腰牛仔褲上的拉鍊將失去傳統的功能，變成純粹的裝飾。

## 外部連結
- telegraph.co.uk Ultra-low bikini jeans - only for the daring （页面存档备份，存于）
- Canadian Medical Association Journal （页面存档备份，存于）
- The woes of low-rise pants-Has America's low-rise obsession gone too far? （页面存档备份，存于） - Amanda Fortini